# Communauté de communes du Sartenais Valinco Taravo
Die Communauté de communes du Sartenais Valinco Taravo (vormals Communauté de communes du Sartenais Valinco) ist ein französischer Gemeindeverband mit der Rechtsform einer Communauté de communes im Département Corse-du-Sud in der Region Korsika. Sie wurde am 17. November 2005 gegründet und umfasst 18 Gemeinden. Der Verwaltungssitz befindet sich im Ort Propriano.

## Historische Entwicklung
Mit Wirkung vom 1. Januar 2017 schlossen sich fünf Gemeinden der aufgelösten Communauté de communes du Taravu dem hiesigen Gemeindeverband an und erhöhten somit die Anzahl der Mitgliedsgemeinden von bisher 13 und nunmehr 18.

## Mitgliedsgemeinden
| Gemeinde                                           | Einwohner 1. Januar 2022 | Fläche km² | Dichte Einw./km² | Code INSEE | Postleitzahl |
| -------------------------------------------------- | ------------------------ | ---------- | ---------------- | ---------- | ------------ |
| Arbellara                                          | 153                      | 11,29      | 14               | 2A018      | 20110        |
| Argiusta-Moriccio                                  | 75                       | 10,30      | 7                | 2A021      | 20140        |
| Belvédère-Campomoro                                | 195                      | 26,37      | 7                | 2A035      | 20110        |
| Bilia                                              | 53                       | 7,43       | 7                | 2A038      | 20100        |
| Casalabriva                                        | 229                      | 15,92      | 14               | 2A071      | 20140        |
| Foce                                               | 152                      | 20,75      | 7                | 2A115      | 20100        |
| Fozzano                                            | 207                      | 19,59      | 11               | 2A118      | 20143        |
| Giuncheto                                          | 101                      | 7,61       | 13               | 2A127      | 20100        |
| Granace                                            | 92                       | 4,08       | 23               | 2A128      | 20100        |
| Grossa                                             | 73                       | 18,36      | 4                | 2A129      | 20100        |
| Moca-Croce                                         | 234                      | 27,75      | 8                | 2A160      | 20140        |
| Olmeto                                             | 1.265                    | 43,82      | 29               | 2A189      | 20113        |
| Petreto-Bicchisano                                 | 570                      | 39,27      | 15               | 2A211      | 20140        |
| Propriano                                          | 3.864                    | 18,73      | 206              | 2A249      | 20110        |
| Santa-Maria-Figaniella                             | 83                       | 13,09      | 6                | 2A310      | 20143        |
| Sartène                                            | 3.732                    | 200,40     | 19               | 2A272      | 20100        |
| Sollacaro                                          | 383                      | 23,89      | 16               | 2A284      | 20140        |
| Viggianello                                        | 890                      | 17,03      | 52               | 2A349      | 20110        |
| Communauté de communes du Sartenais Valinco Taravo | 12.351                   | 525,68     | 23               | –          | –            |